# Casa-fàbrica Subirà-Obiols
La casa-fàbrica Subirà-Obiols és un edifici situat al carrer de Sant Pere més Alt, 17 de Barcelona, catalogat com a bé amb elements d'interès (categoria C).

## Història
El 1761, Antoni Subirà va adquirir una casa al carrer de Sant Pere Més Alt al costat de la seva, i el 1762 va fer reedificar el conjunt.
El 1842, la seva descendent Agustina Subirà va establir la finca en emfiteusi al comerciant Ramon Obiols, amb la imposició d'un cens de 1.120 lliures anuals i l'obligació d'invertir-hi en millores la quantitat de 2.500 lliures. El 1844, Obiols, que hi tenia una filatura de cotó, va demanar permís per a remuntar-hi un tercer pis per a obrador i instal·lar-hi una màquina de vapor de 25 CV, segons el projecte de l'arquitecte Josep Buxareu. El 1845 va establir un conveni amb el seu veí Joaquim Sancho, propietari del núm. 19, sobre les servituds a l'entorn d'un pati que es trobava entre ambdues propietats i on havia un repartidor d'aigua.
A la seva mort, la finca fou heretada per Francesc Obiols, que el 1853 la va vendre a Lluís Aranyó i Parera, Ramon Sala i Brugués i Antoni Faura i Aranyó per 30.000 lliures. En aquell moment, hi havia com a llogaters la societat Carreras i Plandolit, que ocupava els baixos, part del primer pis i les quatre «quadres», i els germans Josep i Marià Junoy, que ocupaven la resta del primer pis, el segon i l'obrador del tercer pis. Aquests darrers hi fabricaven mocadors i armilles i es van presentar a l'Exposició de Barcelona del 1860: «245.* SS. JUNOY HERMANOS, Barcelona calle Alta de San Pedro, núm. 17. Presentaron una muy buena pañolería de lana y mezcla, tejida y bordada, de varias clases. Chalequería de mezcla, y piqué de varias clases.»
Per altra banda, Ignasi Carreras hi tenia una filatura d'estam, i el 1869 va presentar una sol·licitud per a legalitzar les dues caldereres de vapor. A finals del segle xix i principis del xx, hi havia la fàbrica de filats i trenyelles de Casimir Faura i Aranyó i Fill.
El 1919, i després de diverses herències a les famílies dels propietaris, la finca fou adquirida per Albert Fontana. El 1926, els Germans de les Escoles Cristianes de La Salle, propietaris del veí col·legi Comtal, van adquirir-ne la part posterior, i el 1952, la resta. El 2007, arran del projecte d'hotel promogut pel Consorci del Palau de la Música, la finca passà a mans de la cadena Olivia Hotels (vegeu Cas Hotel del Palau).

## Descripció
Es tracta d'un edifici de planta baixa i tres pisos amb tres façanes: la principal del carrer de Sant Pere Més Alt, la de l'antic carreró de l'Hort d'en Favà, i la que s'obre a una androna on havia hagut un repartidor d'aigües. La composició de la façana principal s'estructura en tres eixos verticals d'obertures, matisats per les impostes que delimiten les plantes. A la planta baixa hi ha quatre portals d'arc escarser, entre els quals destaca l'entrada principal amb portalons de fusta i guardarrodes, i tot un seguit de motllures i una voluta amb motius vegetals a la llinda. Als dos primers pisos hi ha balcons de volada decreixent, ampitats al tercer, tots amb baranes de ferro. Les obertures tenen emmarcaments de pedra de Montjuïc i guardapols, probablement de pedra artificial. El parament és a base d'estuc especejat en franges horitzontals abuixardada als baixos; per sota de la imposta que separa el primer pis, hi ha una sanefa esgrafiada amb motius vegetals; als pisos superiors, l'estuc imita carreus de pedra amb textura llisa.

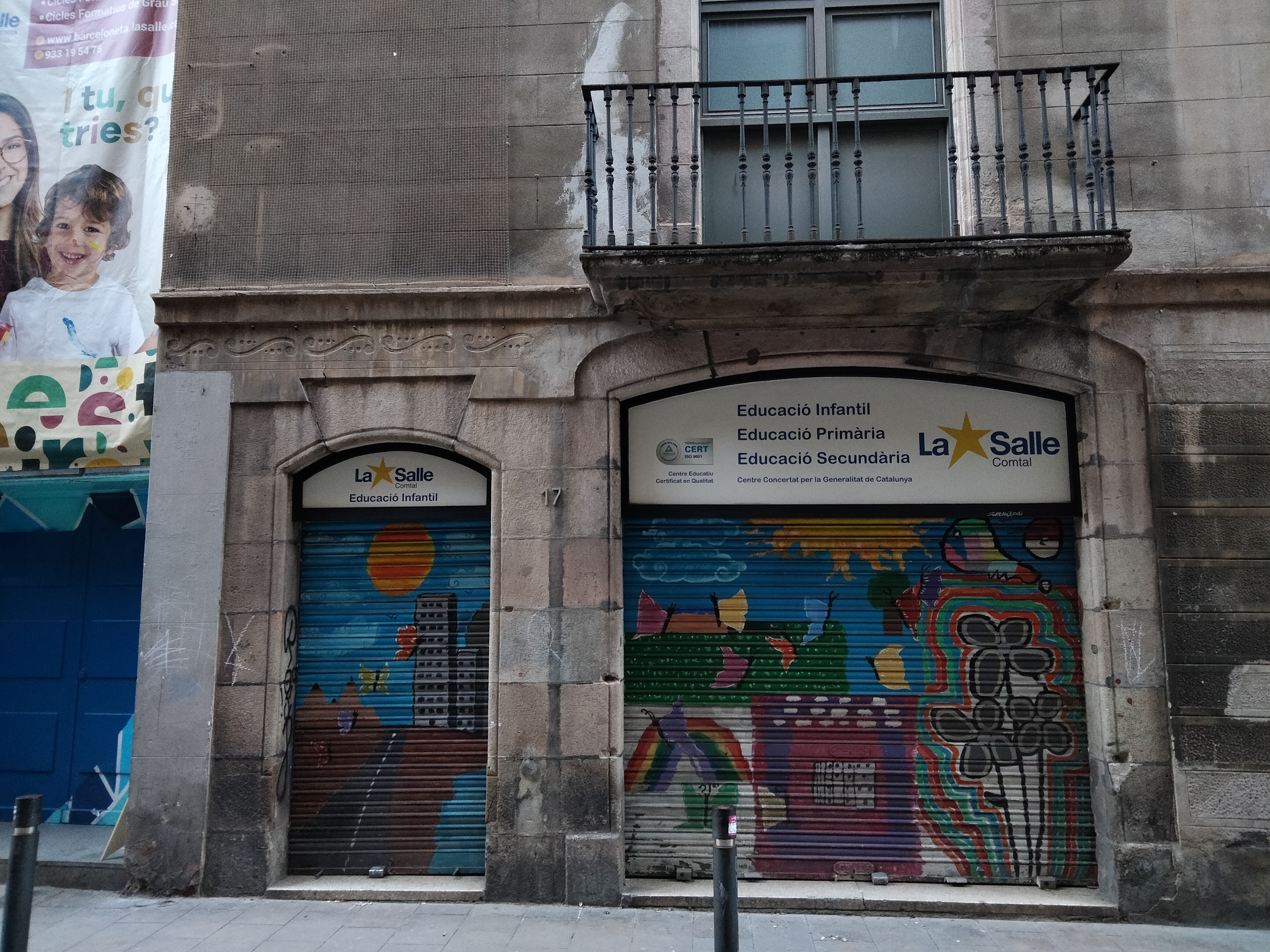
Detall dels portals, on el 2024 encara constava l'adscripció a l'escola La Salle Comtal

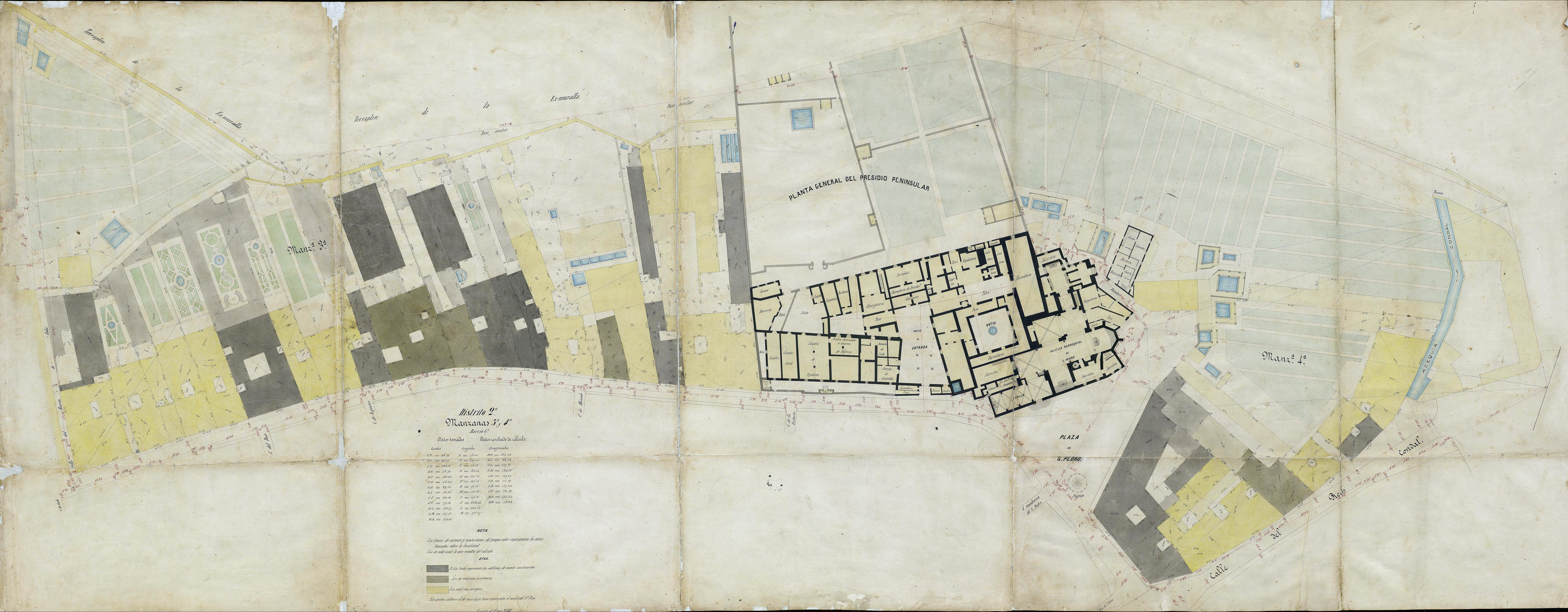
Quarteró núm. 40 de Garriga i Roca (c. 1860)